# 神仙寺瑛
神仙寺 瑛（しんせんじ あきら、2月7日 - ）は、日本の漫画家。大阪府出身。女性。
『まんがライフオリジナル』（竹書房）にて「動物のおしゃべり♥」を連載中。

## 来歴
ゲーム会社勤務後、専業主婦を続ける中で一念発起し、漫画家を志して幅広いジャンルの雑誌に投稿を続ける。
2004年、『まんがライフ』に投稿した4コマ漫画「鳥獣戯漫画」（後のデビュー作「動物のおしゃべり♥」の原型）が5月の準月間賞として第11回竹書房漫画新人賞にノミネートされる。ノミネート中に、同年の『まんがライフ』10月号にて、準月間賞を描き直した、カラーページを含む読み切り作「動物（みんな）のおしゃべり♥」でデビューする。このデビュー作で、古川紀子（「おたやん。」）と共に佳作を受賞する。
佳作受賞発表の翌月（『まんがライフ』7月号）より『動物のおしゃべり♥』の連載を開始、2006年には同誌の表紙と巻頭カラーを担当し看板作家となる。同年には、『まんがくらぶ』（竹書房）において2本目の連載『天使の事情』が始まり、初のコミックスも発売した。
2009年5月以降、「動物のおしゃべり♥」「天使の事情」両作の休載が行われていた。作者および竹書房からの説明はなく、理由は不明。（その時期に夫の転勤で居住地が神戸市から名古屋市に移る）「動物のおしゃべり♥」については『まんがライフ』掲載分、『まんがライフオリジナル』掲載分とも同年10月号より連載が再開された。また「天使の事情」についても、『まんがくらぶ』10月号から連載が再開され、2014年6月号にて円満終了した。
「動物のおしゃべり♥」については、2013年より刊行されている『まんがライフ』季刊→隔月刊増刊号『まんがライフSTORIA』にも掲載されていた。後に『まんがライフオリジナル』の掲載分も終了。『まんがライフ』の休刊後は、『まんがライフオリジナル』に移籍して連載されている。

## 作品リスト
- 『動物のおしゃべり♥』竹書房〈バンブーコミックス〉既刊28巻（『まんがライフ』2005年7月号 - 2022年9月号→『まんがライフオリジナル』2022年10月号 - 連載中）
- 『天使の事情』竹書房〈バンブーコミックス〉全6巻（『まんがくらぶ』2006年8月号 - 2014年6月号）
  - 『堕天使の事情』竹書房〈バンブーコミックス〉全3巻（『まんがくらぶ』2014年10月号 - 2018年3月号）
- 『となりの席の同居人』竹書房〈バンブーコミックス〉全4巻（『まんがくらぶ』2018年8月号[3] - 2020年5月号[4]→『まんがライフオリジナル』2020年6月号 - 2022年10月号）
- 『姉と弟がまぁまぁ仲良く暮らす日常。』竹書房〈バンブーコミックス〉既刊2巻（『まんがライフwin』2023年7月22日[5] - 連載中）